# Puos d'Alpago
Puos d'Alpago est une ancienne commune italienne de la province de Belluno dans la région Vénétie en Italie. Elle a fusionné avec Farra d'Alpago et Pieve d'Alpago le 23 février 2016 pour former Alpago.

## Administration
| Période                                  | Période | Identité | Étiquette | Qualité |
| ---------------------------------------- | ------- | -------- | --------- | ------- |
|                                          |         |          |           |         |
| Les données manquantes sont à compléter. |         |          |           |         |